# Memoirs of the Torrey Botanical Club
Memoirs of the Torrey Botanical Club (abreviado Mem. Torrey Bot. Club) es una revista ilustrada con descripciones botánicas que es editada  por Torrey Botanical Society. Comenzó su publicación el año 1889.
La Journal of the Torrey Botanical Society (hasta el año 1997  The Bulletin of the Torrey Botanical Club), es la más antigua revista botánica de las Américas, tiene como objetivo principal la difusión del conocimiento científico sobre las plantas (en el sentido amplio, de plantas y hongos). Se publica la investigación básica en todas las áreas de la biología de las plantas, excepto la horticultura, con énfasis en la investigación hecha en y sobre las plantas del Hemisferio Occidental.